# 鯨岡徹
鯨岡 徹（くじらおか とおる、1977年頃 - ）は、日本の尺八奏者。音楽ユニット「薫風之音」（2006年結成）および尺八四重奏団「破竹」（2008年結成）のメンバーとして活動しているほか、新潟市の「ジュニア邦楽合奏団」の指導者としての活動も行っている。新潟県新潟市在住。
富山県滑川市出身。尺八を習い始めたのは中学1年生のころであり、高校時代に免状を取得。当時は尺八について「意外と面白い」が「地味な世界」であると感じており、周囲に同世代もいなかったという。進学先の新潟大学で邦楽部に入り、同世代の仲間との合奏を初めて経験し、尺八への見方が変わったと述べている。大学4年生の時に、師事している奏者福田輝久のコンサートを聴き、演奏に魅了される聴衆を見て衝撃を受け、プロになることを決意したという。大学卒業後はNHK邦楽技能者育成会にて受講する。
2006年には、箏曲家の藤崎浩子とともに「薫風之音」を結成。楽器の伝統を守りながらも現代に合った音楽「和楽器ポップス」とテーマとし、各地で公演を行いアルバムもリリースしている。鯨岡は、世間における尺八のイメージを変えたいとし、同時に尺八による伝統的な音楽についても知ってもらいたいと述べている。